# میلنا دراویچ
میلنا دراویچ (سیریلیک صربی: Милена Дравић؛ زادهٔ ۵ اکتبر ۱۹۴۰) یک بازیگر سینما اهل جمهوری فدرال سوسیالیستی یوگسلاوی است.
از فیلم‌ها یا برنامه‌های تلویزیونی که وی در آن نقش داشته‌است می‌توان به نگاه‌های دوست‌داشتنی، نیمه تاریک خورشید و عشق و سایر جرایم اشاره کرد.